# SMCR7L
SMCR7L‏ (Mitochondrial elongation factor 1) هوَ بروتين يُشَفر بواسطة جين SMCR7L في الإنسان.